# Гамбривії
Гамбривії були германським плем'ям. Вони вперше згадуються Страбоном у його Географиці як Гамабрівії. Він пише, що вони були пов'язані з хаттиями, чаттуаріями й херусками. Це означає, що вони, ймовірно, мешкали поруч з Везером. 
Гамбривіїв згадує Тацит у його Германії. Він перерахував їх, серед племен, що ведуть своє походження від германського бога Манна. Поряд з іменами марсів, свевів та вандалів гамбривії згадується Тацитом як одна зі стародавніх й справжніх назв германських племен. Гамбривії, ймовірно, є тотожними з сігамбрами. 